# NGC 4988
NGC 4988 é uma galáxia espiral (S0-a) localizada na direcção da constelação de Centaurus. Possui uma declinação de -43° 06' 20" e uma ascensão recta de 13 horas, 09 minutos e 54,2 segundos.
A galáxia NGC 4988 foi descoberta em 3 de Junho de 1834 por John Herschel.